# 由田浩
由田 浩（よしだ ひろし、1913年2月23日 - 1977年10月3日）は日本の教育者。由田学園理事長、横浜事件の関係者。

## 略歴
富山県礪波郡長源寺に生まれる。法政大学法文学部法律学科を卒業し、古河電気工業に入社する。そのかたわら1940年4月に昭和塾に入り、1941年3月に卒業する（同期に浅石晴世、板井庄作、黒木利克、武田満作、武田豊、学生組には永末英一ら総勢59名）。同年11月に昭和塾が解散したのを機に、12月に高木健次郎、浅石晴世、板井庄作らの昭和塾関係者とともに研究会の再編成を考え、細川嘉六にその研究会プログラムを相談する。
1941年10月、昭和塾友以外の知人らとともに「政治経済研究会」グループを発足させ、そのメンバーとして研究活動に携わる。同年10月、古河電工足尾鉱業所へ小旅行を行う。旅行の目的は、田中正造の足尾鉱毒闘争をえがいた大鹿卓の『渡良瀬川』を読んで、ハイキングを兼ねて足尾に行こうというものであった。1943年9月9日、この足尾への小旅行が共産主義再建運動の謀議の「足尾会議」としてフレームアップされ、高木健次郎、勝部元、小川修、森数男、板井庄作、白石芳夫、和田喜太郎らとともに「横浜事件」（「政治経済研究会」グループ）で神奈川県特別高等警察に検挙される。1945年8月30日、第一審判決で懲役2年執行猶予3年の刑に処せられ、翌31日に釈放される。戦後は由田学園を設立し、学園の理事長を務める。

## 再審
2008年3月14日、最高裁において、治安維持法の廃止と大赦を理由に、有罪無罪の判断をしないまま裁判を打ち切る「免訴」とした判決が確定する。再審において、元被告の遺族や弁護団は「無辜の救済」という再審制度の理念にてらし、実体審理をつくしたうえで無罪とすべきと求める。しかし、2006年2月の第一審・横浜地裁では「免訴理由がある場合は、実体審理も有罪無罪の判断も許されない」とする1948年の最高裁大法廷の判例を踏襲し、免訴判決を言い渡し、第二審・東京高裁では「免訴判決に被告側は控訴できない」として控訴を棄却。

## 参照
1. ↑  戦時下の言論弾圧「横浜事件」再審判断避け裁判打ち切り
2. ↑  「横浜事件」元被告5人に刑事補償決定、無罪との判断示す/横浜地裁

## 参考
- 『横浜事件の人びと』中村智子（田畑書店、1979）
- 『近代日本社会運動史 人物大事典』（日外アソシエーツ）